# 塞爾帕
塞爾帕（葡萄牙語：Serpa）是葡萄牙的一个市镇。在行政區劃上屬阿連特茹區。面積1104.0平方公里。人口有16,178人。瑟爾巴市內有眾多考古遺跡。主演產業是農業。葡萄牙共產黨在這裡獲得了很強的支持。瑟爾帕附近還有一個大型的太陽能發電廠。

## 外部連結
- Municipality official website
- Planicie Dourada Tourist Region
- Photos from Serpa （页面存档备份，存于）
- SRP160 - MTB Ultramarathon Serpa 160 （页面存档备份，存于）